# Província del Nord-oest (Sud-àfrica)
El Nord-oest és una de les noves províncies de Sud-àfrica. Limita al nord amb l'estat independent de Botswana, a l'est amb la província del Cap Septentrional, al sud amb la de l'Estat Lliure i a l'oest amb les de Limpopo i Gauteng.